# Pertusaria endoxantha
Pertusaria endoxantha är en lavart som beskrevs av Vain. Pertusaria endoxantha ingår i släktet Pertusaria och familjen Pertusariaceae.   Inga underarter finns listade i Catalogue of Life.